# Blink-182 (альбом)
Blink-182 — пятый студийный альбом американской поп-панк-группы Blink-182, спродюсированный Джерри Финном (продюсером двух предыдущих альбомов) и выпущенный 18 ноября 2003 года на лейбле Geffen Records. После туров в поддержку предыдущего альбома Take Off Your Pants and Jacket участники группы взяли перерыв, а затем разошлись по сайд-проектам (Box Car Racer и Transplants). Записанный в 2003 году Blink-182 ознаменовал отход от раннего поп-панковского звучания группы в сторону альтернативного рока.
Диск стал коммерчески успешным в Соединенных Штатах, получив платиновый статус по сертификации RIAA. Несмотря, на негативную оценку некоторых фанатов по поводу экспериментов со стилем звучания, Blink-182 собрал множество положительных оценок со стороны критиков. В поддержку альбома вышло четыре сингла: «Feeling This», «I Miss You», «Down» и «Always», первые два из которых приобрели особую популярность среди слушателей.
Альбом стал последним студийным релизом группы до распада в 2005 году и последней работой продюсера Джерри Финна, умершего в 2008-ом.

## Запись
Группа официально начала запись альбома в январе 2003 года. Для работы над альбомом был специально арендован дом в Сан-Диего, переделанный в звукозаписывающую студию. Запись длилась с декабря по июнь с дополнительным мастерингом до сентября. Запись предыдущих альбомов занимала не более трех месяцев. Весьма долгая запись объясняется различными экспериментами над музыкой и построением композиций.

## Музыка
Критики отметили, что музыка в альбоме стала более взрослой, в большей степени благодаря отсутствию типичного «туалетного юмора», присущего предыдущим альбомам группы.

## Список композиций
Слова и музыка всех песен — Blink-182 (Том ДеЛонг, Марк Хоппус и Тревис Баркер), кроме отмеченных.
| №                   | Название                                          | Длительность |
| ------------------- | ------------------------------------------------- | ------------ |
| 1.                  | «Feeling This»                                    | 2:53         |
| 2.                  | «Obvious»                                         | 2:43         |
| 3.                  | «I Miss You»                                      | 3:47         |
| 4.                  | «Violence»                                        | 5:20         |
| 5.                  | «Stockholm Syndrome»                              | 2:42         |
| 6.                  | «Down»                                            | 3:03         |
| 7.                  | «The Fallen Interlude» (Blink-182, Джек Гонсалез) | 2:13         |
| 8.                  | «Go»                                              | 1:53         |
| 9.                  | «Asthenia»                                        | 4:20         |
| 10.                 | «Always»                                          | 4:12         |
| 11.                 | «Easy Target»                                     | 2:20         |
| 12.                 | «All of This» (Blink-182, Роберт Смит)            | 4:40         |
| 13.                 | «Here's Your Letter»                              | 2:55         |
| 14.                 | «I'm Lost Without You»                            | 6:22         |
| Общая длительность: | Общая длительность:                               | 49:23        |

### Бонус треки
| №   | Название                             | Длительность |
| --- | ------------------------------------ | ------------ |
| 15. | «Anthem Part Two» (концерт в Чикаго) | 3:45         |

| №   | Название                             | Длительность |
| --- | ------------------------------------ | ------------ |
| 15. | «Not Now»                            | 4:09         |
| 16. | «Anthem Part Two» (концерт в Чикаго) | 3:45         |

| №   | Название                           | Длительность |
| --- | ---------------------------------- | ------------ |
| 15. | «Not Now»                          | 4:09         |
| 16. | «The Rock Show» (концерт в Чикаго) | 3:07         |

| №   | Название                           | Длительность |
| --- | ---------------------------------- | ------------ |
| 15. | «The Rock Show» (концерт в Чикаго) | 3:07         |

| №   | Название                                 | Длительность |
| --- | ---------------------------------------- | ------------ |
| 15. | «I Miss You» (концерт в Миннеаполисе)    | 3:58         |
| 16. | «The Rock Show» (концерт в Миннеаполисе) | 3:03         |

## Участники записи
Группа
- Том ДеЛонг – вокал, гитара
- Марк Хоппус – вокал, бас-гитара
- Тревис Баркер – барабаны, перкуссия

Приглашённые музыканты
- Роберт Смит – вокал в песне «All of This»
- Menno – гитара и вокал в песне «The Fallen Interlude»
- Роджер Джозеф Маннинг младший – клавишные
- Джон Моррикал – клавиши в песне «All of This», ассистент инженера

## Позиции в чартах
| Чарт (2003)                                   | Наивысшая позиция |
| --------------------------------------------- | ----------------- |
| ARIA Charts                                   | 7                 |
| Ö3 Austria Top 40                             | 16                |
| Ultratop                                      | 38                |
| Canadian Albums Chart                         | 1                 |
| Tracklisten                                   | 10                |
| MegaCharts                                    | 71                |
| Syndicat National de l'Édition Phonographique | 26                |
| Media Control Charts                          | 33                |
| Irish Albums Chart                            | 18                |
| RIANZ                                         | 10                |
| VG-lista Chart                                | 22                |
| Sverigetopplistan                             | 46                |
| Swiss Albums Chart                            | 17                |
| UK Albums Chart                               | 22                |
| Billboard 200                                 | 3                 |
| Billboard Internet Albums                     | 3                 |

## Продажи
| Страна         | Сертификация      | Продажи     |
| -------------- | ----------------- | ----------- |
| Аргентина      | золотой           | 30,000+     |
| Австралия      | Дважды платиновый | 2,000,000+  |
| Канада         | Дважды платиновый | 2,000,000 + |
| Великобритания | Платиновый        | 1,000,000+  |
| США            | Трижды платиновый | 3,000,000+  |